# Commissione Delors I
La Commissione Delors I è stata la Commissione Europea in carica dal gennaio 1985 al 1989. I membri spagnoli e portoghesi entrarono a farvi parte solo quando i loro stati entrarono nella Comunità Europea il 1º gennaio 1986.

## Presidente
- Jacques Delors ( Francia) — Partito del Socialismo Europeo

Nel periodo precedente alla nomina della commissione, i governi francese e tedesco avevano raggiunto un accordo politico per nominare alla presidenza della commissione Claude Cheysson, uno dei due commissari europei indicati dalla Francia e ministro degli esteri uscente. Il governo britannico guidato da Margaret Thatcher pose tuttavia un veto nei confronti di Cheysson, per cui alla presidenza della commissione venne designato Jacques Delors, l'altro commissario europeo indicato dal governo francese.

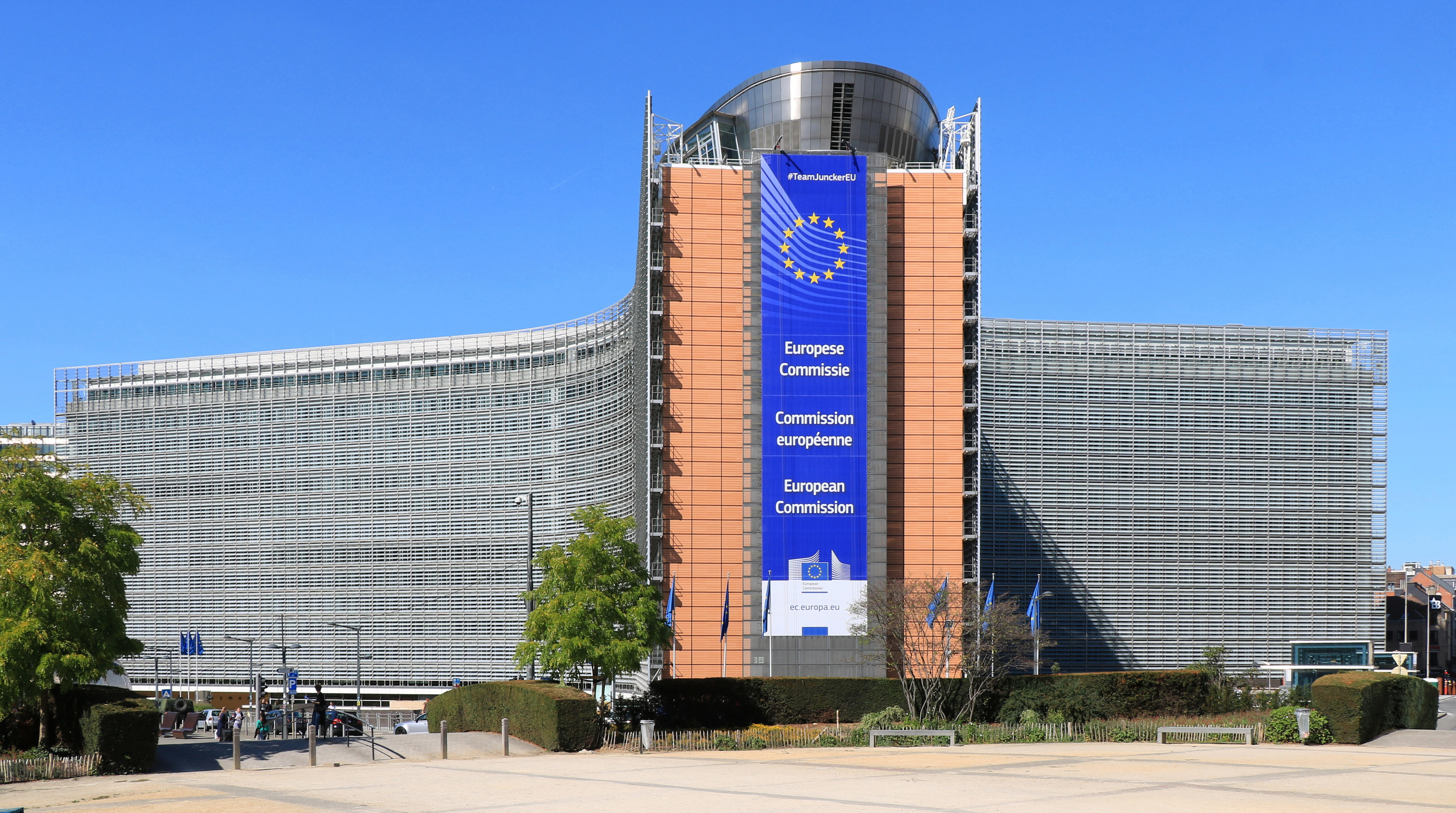
Palazzo Berlaymont, sede della Commissione europea

## Composizione politica
- Sinistra / Socialisti (PSE): 6 membri
- Democratici Cristiani (PPE): 6 membri
- Destra / Conservatori (DE): 9 membri
- Liberali (ELDR): 3 membri
- Indipendenti: -

## Componenti della Commissione
Legenda:   [     ] Sinistra/Socialisti - [     ] Democratici Cristiani - [     ] Liberali - [     ] Destra/Conservatori
| Commissario                          | Nazionalità    | Incarico       | Competenze                                                                | Partito nazionale | Gruppo/Partito europeo              |
| ------------------------------------ | -------------- | -------------- | ------------------------------------------------------------------------- | ----------------- | ----------------------------------- |
| Jacques Delors                       | Francia        | Presidente     |                                                                           | PS                | Socialisti                          |
| Frans Andriessen                     | Paesi Bassi    | Vicepresidente | - Agricoltura - Pesca                                                     | CDA               | Partito Popolare Europeo            |
| Henning Christophersen               | Danimarca      | Vicepresidente | - Bilancio e Controllo Finanziario - Personale e Amministrazione          | Venstre           | Liberali, democratici e riformatori |
| Arthur Cockfield                     | Regno Unito    | Vicepresidente | - Mercato Interno - Diritto Tributario e Dogane                           | Conservative      | Democratici                         |
| Manuel Marin                         | Spagna         | Vicepresidente | - Affari Sociali e Occupazione - Istruzione                               | PSOE              | Socialisti                          |
| Karl-Heinz Narjes                    | Germania Ovest | Commissario    | - Industria - Tecnologia dell'Informazione - Scienza e Ricerca            | CDU               | Partito Popolare Europeo            |
| Lorenzo Natali                       | Italia         | Vicepresidente | - Cooperazione e Sviluppo - Allargamento                                  | DC                | Partito Popolare Europeo            |
| Claude Cheysson                      | Francia        | Commissario    | - Politica mediterranea - Relazioni con l'America Latina                  | PS                | Socialisti                          |
| Willy De Clercq                      | Belgio         | Commissario    | - Relazioni Esterne - Commercio                                           | VLD               | Liberali, democratici e riformatori |
| Stanley Clinton Davis                | Regno Unito    | Commissario    | - Ambiente - Tutela dei Consumatori - Trasporti                           | Labour            | Socialisti                          |
| Antonio Cardoso e Cunha              | Portogallo     | Commissario    | Pesca                                                                     | PSD               | Liberali, democratici e riformatori |
| Abel Matutes                         | Spagna         | Commissario    | Credito, Investimenti, Strumenti Finanziari e Piccole e Medie Aziende     | AP                | Democratici                         |
| Nicolas Mosar                        | Lussemburgo    | Commissario    | Energia                                                                   | CSV               | Partito Popolare Europeo            |
| Alois Pfeiffer poi Peter Schmidhuber | Germania Ovest | Commissario    | Affari Economici                                                          | CSU               | Partito Popolare Europeo            |
| Carlo Ripa di Meana                  | Italia         | Commissario    | - Riforme Istituzionali - Politica dell'Informazione - Cultura e Turismo  | PSI               | Socialisti                          |
| Peter Sutherland                     | Irlanda        | Commissario    | - Concorrenza - Affari Sociali e Istruzione - Relazioni con il Parlamento | Fine Gael         | Partito Popolare Europeo            |
| Grigoris Varfis                      | Grecia         | Commissario    | - Relazioni con il Parlamento - Politiche Regionali                       | PASOK             | Socialisti                          |

## Attività svolta
L'attività svolta dalla Commissione Delors I prese le mosse principalmente dal "libro bianco per il mercato interno", che pubblicò nel 1985 e che individuava 279 provvedimenti legislativi necessari per completare il mercato interno e fissava un calendario dettagliato per la sua realizzazione. L'attività della Comunità Economica Europea nel periodo successivo ruotò  sostanzialmente attorno all'Atto unico europeo firmato nel febbraio 1986, che conteneva una serie di misure che rafforzarono ed approfondirono l'integrazione europea, aprendo la strada agli ulteriori cambiamenti avvenuti nei primi anni Novanta.
L'Atto unico introdusse una serie di importanti novità in vari settori, compresi quello istituzionale e relativo all'integrazione politica. In particolare, venne rafforzato il Parlamento europeo, soprattutto grazie all'introduzione della "procedura di cooperazione" tra Parlamento e Consiglio. Tuttavia l'Atto unico non prevedeva alcuna svolta federalista nel percorso di integrazione e ribadiva invece la preferenza per il metodo funzionalista.
L'Atto unico fu importante perché conteneva gran parte delle misure necessarie per l'istituzione del mercato unico europeo, poi messe in atto dalla Commissione. Fu accelerata l'armonizzazione fiscale e venne istituita una commissione di studio sull'unione monetaria, presieduta dallo stesso Jacques Delors.
L'Atto unico istituzionalizzò inoltre una serie di politiche comunitarie rimaste fino a quel momento informali, come la politica regionale, la politica ambientale e la politica di ricerca. Furono riformate alcune parti della politica di bilancio e della politica agricola comune e venne ufficialmente riconosciuto il Fondo europeo di sviluppo regionale. Fu fatto inoltre un primo tentativo per definire una politica di sicurezza comune.
La Commissione Delors I gestì anche l'allargamento della Comunità alla Spagna e al Portogallo, che avvenne Il 1º gennaio 1986.